# Hawaii Five-0 (6.ª temporada)
A sexta temporada do seriado policial da CBS, Hawaii Five-0, estreou na sexta-feira, 25 de setembro de 2015, e foi encerrada em 13 de maio de 2016. Continua com 25 episódios.

## Elenco

### Principal
- Alex O’Loughlin como Tenente Comandante Steven "Steve" McGarrett, Reserva Nacional da Marinha dos Estados Unidos
- Scott Caan como Detetive sargento Daniel "Danny" "Danno" Williams, Departamento de policial de Honolulu
- Daniel Dae Kim como o Detetive Tenente Chin Ho Kelly, Departamento de Polícia de Honolulu
- Grace Park como Oficial Kono Kalakaua, Departamento de Polícia de Honolulu
- Masi Oka como Dr. Max Bergman, Chefe Médico Legista
- Chi McBride como Lou Grover Comandante da SWAT HPD
- Jorge Garcia como Jerry Ortega

### Recorrente
- Michelle Borth como "Catherine" Rollins
- Ian Anthony Dale como Adam Noshimuri
- Christopher Sean como Gabriel Waincroft
- Taylor Wily como Kamekona Tupuola
- Dennis Chun como o sargento de HPD Duke Lukela
- Teilor Grubbs como Grace Williams
- Shawn Mokuahi-Garnett como Shawn "Flippa" Tupuola
- Randy Couture como Jason Duclair
- Andrew Lawrence como Eric Russo
- Willie Garson como Gerard Hirsch
- Sarah Carter como Lynn Downey
- Julie Benz como a inspetora SFPD Abby Dunn
- Taryn Manning como Mary Ann McGarrett
- Michael Imperioli como Odell Martin
- Will Yun Lee como Sang Min Sooh?
- Kekoa Kekumano e Nahele Colorado
- Zach Sulzbach como Charlie Williams

### Estrelas convidadas
- Carol Burnett como tia Deb McGarrett
- Michelle Pfeiffer como a Sra. Tom Samsly
- Sung Kang como Dae Wan
- Duane "Cão" Chapman como ele mesmo
- George Kee Cheung
- Londyn Silzer as Sara Waincroft Diaz
- Ziggy Marley como ossos

## Episodios
| Seq | Ep | Titulo                                                                               | Diretor           | Escritor                                                               | Exibição Original       | Audiencia EUA (Em Milhões) |
| --- | -- | ------------------------------------------------------------------------------------ | ----------------- | ---------------------------------------------------------------------- | ----------------------- | -------------------------- |
| 119 | 1  | "Mai ho`oni i ka wai lana mālie" "Não perturbe a água que é tranquila"               | Bryan Spicer      | Peter M. Lenkov & Eric Guggenheim                                      | 25 de setembro de 2015  | 8.30                       |
| Enquanto Kono Kalakaua (Grace Park) e Adam Noshimuri (Ian Anthony Dale) estão fora em sua lua de mel, o restante da Five-0 investigar o assassinato de um pesquisador que estava investigando um incidente de pirataria em Oahu em 1884, onde artefatos foram roubados do rei Kalākaua que desde então se tornou uma lenda local. Depois que o assassino, Simon Moore, rouba uma pintura de um museu, o único artefato recuperado, ele toma um refém e desaparece. Mais tarde é revelado que o "refém" é seu cúmplice, e Jerry Ortega (Jorge Garcia) acredita que a pintura seja um mapa do tesouro. Eles localizam o tesouro e apreendem o casal. Após o Five-0 recuperar o tesouro, a equipe descobre que a lenda era uma farsa elaborada o tempo todo. Steve McGarrett (Alex O’Loughlin) diz a Danny (Scott Caan) que ele está considerando propor a Catherine (Michelle Borth). Enquanto isso, Gabriel Waincroft (Christopher Sean) mantém Kono e Adam em cativeiro exigindo que Adam abdique de seus ativos. Depois que Adam finalmente cede, ele e Gabriel vão para um banco. Kono consegue escapar para parar Gabriel, mas durante o tiroteio, Gabriel fere Adam para garantir sua fuga. Com o dinheiro de Adam, ele não tem meios de pagar a Yakuza para mantê-lo vivo. |    |                                                                                      |                   |                                                                        |                         |                            |
| 120 | 2  | "Lehu a Lehu" "Cinzas a Cinzas"                                                      | Sylvain White     | John Dove                                                              | 2 de outubro de 2015    | 9.24                       |
| Um esquadrão antibomba é atacado seguindo a ponta de uma bomba. Quando outra pasta é abandonada em uma estação de notícias local, o Five-0 descobre que ela contém uma unidade flash contendo um resgate para soltar o incendiário serial Jason Duclair (Randy Couture) ou outra bomba detonará. Five-0 encontra um link com Tim Richards (John Charles Meyer), um admirador que enviou cartas de Duclair. No entanto, quando a casa de Richards foi improvisada com explosivos, a equipe conclui que a Duclair está trabalhando com outra pessoa. O homem-bomba chama McGarrett para forçar a libertação de Duclair depois que uma van-bomba é descoberta fora da sede da Five-0. Duclair leva McGarrett e Danny para a selva onde é revelado que o homem-bomba é Andre Trout (Rob Welsh), o protegido de Duclair. Trout, de fato, orquestrou a libertação de Duclair para matá-lo. McGarrett e Danny param, mas ambos os incendiários desaparecem. Duclair depois chama McGarrett para se entregar, bem como revelar uma caixa postal de Trout's. Lá, McGarrett encontra um pote de cinzas, implicando que Duclair matou Trout e cremado seu corpo. Enquanto isso, Adam é liberado do hospital e se recupera com Kono, mas eles são rapidamente perseguidos pela Yakuza. |    |                                                                                      |                   |                                                                        |                         |                            |
| 121 | 3  | "Ua 'o'oloku ke anu i na mauna" "A tempestade de resfriamento está nas montanhas"    | Joe Dante         | Story by: Peter M. Lenkov Teleplay by: Steven Lilien & Bryan Wynbrandt | 9 de outubro de 2015    | 8.97                       |
| Mergulhador e artista Ben Lahineha é encontrado baleado no oceano enquanto coleta objetos perdidos no coral. Five-0 acha que a balística combina com o assassinato de um John Doe semanas antes. A equipe conclui que o tiroteio do mergulhador foi resultado de uma descarga acidental. Depois de identificar o John Doe como Miko Moesley, a equipe descobriu que ele estava em uma operação de impressão de dinheiro com Philip Kanae, que também é encontrado morto. Mais tarde é revelado que o assassino é outro cúmplice, Aaron James (Michael Maize). Depois que ele é preso, ele é retirado da custódia por Gabriel, que está trabalhando com ele. Enquanto isso, Danny recebe seu sobrinho Eric Russo (Andrew Lawrence um trabalho com o laboratório criminal, e Jerry recebe seu próprio escritório no porão. McGarrett se prepara para propor a Catherine, mas ela despeja-o com uma mentira. |    |                                                                                      |                   |                                                                        |                         |                            |
| 122 | 4  | "Ka Papahana Holo Pono" "Melhores Planos"                                            | Maja Vrvilo       | Eric Guggenheim & David Wolkove                                        | 16 de outubro de 2015   | 9.08                       |
| Enquanto Danny está se recuperando de um transplante de medula óssea para seu filho, o resto da equipe investiga a morte de Harrison Crane (Keith A. Kirksey), um milionário recluso que desapareceu há 20 anos, que foi encontrado na floresta com o dinheiro falso de Moesley. . A morte de Crane foi considerada um acidente de caça e o dinheiro foi dado a ele pelo ladrão de arte Gerard Hirsch (Willie Garson), que admitiu ter tido relações anteriores com Moesley. Chin Ho Kelly ( Daniel Dae Kim ) e Lou Grover (Chi McBride Pesquise na casa de Crane e encontre fotos de Laura Ioane, a filha do passado de Crane. É revelado que ela foi seqüestrada e Crane deveria entregar seu pagamento de resgate. Quando a morte de Crane é vazada, Hirsch tem que pagar o resgate ao seqüestrador de Laura. Depois que o sequestrador é morto em uma perseguição de carros, a equipe descobre que ele era o filho da empregada de Crane. A equipe prende-a e recupera Laura. Enquanto isso, Adam é capturado por Tom Bishop (Steve Bastoni) da Yakuza e é forçado a torturar Aaron James pela localização de Gabriel. Quando Aaron é revelado para não saber de nada, Bishop o executa. |    |                                                                                      |                   |                                                                        |                         |                            |
| 123 | 5  | "Ka 'alapahi nui" "Grande Mentira"                                                   | Eagle Egilsson    | David Wolkove & Sue Palmer                                             | 23 de outubro de 2015   | 8.60                       |
| O advogado Kevin Harper é morto na frente de sua esposa e filha por um assassino andando de moto durante um depoimento investigando seu desvio de fundos da empresa. Harper estava pronto para admitir que ele desviou dinheiro para pagar pelo dinheiro da proteção da máfia samoana, e a equipe acredita que eles o estavam silenciando. Chin mais tarde encontra um link com os 808 Road Warriors, uma gangue de motoqueiros local suspeita de assaltos a caminhões. Depois que o Five-0 intercepta uma tentativa de assalto, a equipe descobre que a gangue tem um motociclista ausente, Tyler Kaheaku, namorado da filha de Harper, Aubrey (Spencer Locke). É revelado que Harper na verdade desviou o dinheiro para financiar sua segunda família secreta. O HPD persegue Tyler e Aubrey na estrada, mas Tyler é morto quando sua moto bate em um SUV. Enquanto isso, McGarrett recebe um misterioso telefonema de um local desconhecido, pensando que poderia ser Catherine. Além disso, a equipe entra em uma corrida Tough Mudder. |    |                                                                                      |                   |                                                                        |                         |                            |
| 124 | 6  | "Na Pilikua Nui" "Monstros"                                                          | Joe Dante         | Matt Wheeler                                                           | 30 de outubro de 2015   | 8.35                       |
| No Halloween, o Five-0 investiga a descoberta de uma pasta com um número de cadáveres femininos parecidos com partes do corpo ausentes. A equipe suspeita que o assassino seja Mark Sheppard (Michael Graziadei), um ex-con obcecado com o oculto, e um ex-namorado da vítima, mas é descartado quando ele é encontrado tentando suicídio. Mais tarde, eles suspeitam Charles Oakman, um técnico de embalsamamento em uma casa funerária. É revelado que Oakman está tentando recriar um amor perdido, parecido com as vítimas. McGarrett e Grover prendem Oakman. Enquanto isso, um banco de sangue é roubado por uma gangue local enquanto Jerry dá sangue. Chin e Kono descobrem que os ladrões pegam um tipo sanguíneo raro e começam a olhar para clínicas de animais suspeitando que os ladrões estão se escondendo em um deles e mantendo as pessoas como reféns para salvar a vida de seu chefe. Eles rastreiam a clínica de animais de estimação e matam todos os membros da gangue, incluindo o líder. Danny descobre que Grace foi a uma festa no North Shore e vem buscá-la. |    |                                                                                      |                   |                                                                        |                         |                            |
| 125 | 7  | "Na Kama Hele" "Viajante"                                                            | Hanelle Culpepper | Ken Solarz                                                             | 6 de novembro de 2015   | 8.85                       |
| McGarrett faz um primeiro encontro com Lynn (Sarah Carter), e eles vão explorar uma pequena ilha juntos. Depois que os dois se deparam com um avião abandonado na selva, eles são emboscados por um atirador. Depois que McGarrett o subjuga, ele e Lynn exploram o avião para descobrir que era um avião de transporte da prisão que detinha Dennis Logan (James C. Burns), um chefe do crime de Boston que teria morrido em um acidente de avião há quatro anos. . McGarrett e Lynn encontram Logan trabalhando com um cúmplice e prendem os dois antes de entregá-los aos marechais dos EUA. Enquanto isso, Chin, Kono e Grover assistem a um jogo de futebol americano universitário em que o astro Jesse Frontera (Jake Nutty) está ausente em sua performance. Um Chin suspeito logo descobre que Jesse está sendo forçado a jogar o jogo ou seu pai seqüestrado será morto. A equipe encontra a localização do pai e o resgata, pois Jesse ajuda a vencer o jogo. |    |                                                                                      |                   |                                                                        |                         |                            |
| 126 | 8  | "Piko Pau 'iole" "O Artful Dodger"                                                   | Joel Surnow       | Story by: Peter M. Lenkov Teleplay by: Steven Lilien & Bryan Wynbrandt | 13 de novembro de 2015  | 8.47                       |
| A inspetora do Departamento de Polícia de São Francisco, Abby Dunn (Julie Benz), trabalha com a Five-0 para aprender e montar uma força-tarefa semelhante em sua cidade. A equipe investiga o assassinato de uma mulher em um quarto de hotel. Eles suspeitam que seu parceiro, Hank Weber (Kristoffer Polaha), que afirma ser alvo também. Five-0 trabalha com ele para pegar o assassino, mas é revelado que é uma armadilha para deixar Hank instalar um vírus na mesa de tablets do Five-0. Hank finalmente revela que ele foi contratado para fazer isso por Gabriel. Eles oferecem-lhe um acordo para trabalhar para detê-lo. Enquanto isso, Adam é sequestrado por Tom Bishop para ser escoltado ao líder da Yakuza, Goro Shioma (Akira Hirayama). Adam mata seus captores e fugas, mas é rapidamente recapturado e enviado para Goro, onde ele descobre que sua dívida foi paga, por Gabriel. Desanimado com o conhecimento de que ele matou duas pessoas sem motivo, ele se transforma na polícia, com Kono testemunhando sua confissão. |    |                                                                                      |                   |                                                                        |                         |                            |
| 127 | 9  | "Hana Keaka" "Charada"                                                               | Bobby Roth        | Carmen Pilar Golden                                                    | 20 de novembro de 2015  | 9.10                       |
| O corpo do professor universitário Elliot Thomas é encontrado sendo alimentado por porcos; Max determina que ele foi baleado. Como Jerry tem a tarefa de esperar que os porcos defecam a bala, Danny e Eric são recrutados para se tornar um professor e aluno substituto, respectivamente, para encontrar o assassino, já que Thomas é desprezado por todos. O resto da equipe descobriu que ele fez uma quantia suspeita de dinheiro nos últimos meses, e Eric descobre que o professor estava lidando com maconha com o estudante Alfie Ticker (Samuel Larsen). É revelado que Alfie matou o professor para tirar o seu corte, com uma pistola que ele usa em um intervalo local. Enquanto isso, Chin liga-se ao inspetor Dunn durante sua estada no Havaí. Hank Weber é encontrado morto. Kono diz à equipe que os promotores não acreditam que Adão matou os dois membros da Yakuza em autodefesa, e que ele está disposto a aceitar uma sentença de dois anos. Além disso, Nahele (Kekoa Kekumano), um garoto de rua sob o comando de McGarrett, descobre que seu pai foi libertado da prisão e recuperou os direitos de custódia. Nahele revela que ele não quer voltar para o pai, porque quando criança ele testemunhou seu pai assassinar um homem. HPD depois recuperar o corpo. |    |                                                                                      |                   |                                                                        |                         |                            |
| 128 | 10 | "Ka Makau kaa kaua" "A Ciência Doce"                                                 | Bryan Spicer      | John Dove                                                              | 11 de dezembro de 2015  | 8.13                       |
| Ben Nakano, irmão do pugilista local Luke Nakano (Lewis Ten), é encontrado espancado até a morte no dia anterior ao combate de Luke contra o oponente Devon Haynes (Harold House Moore) pelo título de campeão dos meio-médios. A equipe suspeita de Juru Katsu (Kelemete Misipeka), um conhecido associado de Gabriel. Juru admite que Gabriel ordenou que ele comprasse passes VIP de Ben. A partir daí, o Five-0 determina que Gabriel adquiriu os passes para realizar um assassinato durante a partida. Jerry acredita que ele está atacando os três senhores do crime presentes, incluindo Goro, em um passo para controlar o submundo do Havaí. A equipe persegue os três soldados do cartel sob o emprego de Gabriel, com Grover prendendo um alvo contra o líder da Tríade, Danny atirando no alvo de um chefe da máfia samoana, e Chin matando um atirador, mas não antes do atirador ferir Goro. Mais tarde, Gabriel intercepta Goro ' s ambulância para o hospital e acaba com ele. Enquanto isso, Adam e Kono passam o último dia da liberdade antes de começar sua sentença de 18 meses na prisão de Halawa. |    |                                                                                      |                   |                                                                        |                         |                            |
| 129 | 11 | "Kuleana" "O senso pessoal de responsabilidade"                                      | Sylvain White     | David Wolkove                                                          | 8 de janeiro de 2016    | 9.41                       |
| Flashbacks revelam os Camarões (Taylor Wily passado como traficante de drogas para uma gangue local, e seu primeiro encontro com Chin, tornando-se seu informante confidencial para ajudar a prender a gangue. No presente, um desses membros é encontrado morto como outro, Levi Sosa (Maurice Compte) é libertado da prisão. Chin, Kono e Lou pedem a Kamekona que se disfarce para descobrir quem é o assassino. Em última análise, é revelado que é o irmão mais novo de Kamekona, Kanoa. Ao descobrir que foi Kamekona quem os colocou fora, Levi trouxe Kamekona para que Kanoa o mate. Quando ele não pode continuar com isso, Levi tenta matar o próprio Kamekona, apenas para ser morto a tiros por Kanoa. Enquanto isso, McGarrett e Danny vão para Maui, onde McGarrett percebe que ele acidentalmente os inscreveu para aconselhamento de casais. Adam recebe uma visita inesperada de Gabriel enquanto ele está na prisão. |    |                                                                                      |                   |                                                                        |                         |                            |
| 130 | 12 | "Ua ola loko i ke aloha" "Acontece na Felicidade"                                    | Maja Vrvilo       | Story by: Steve Douglas-Craig Teleplay by: John Dove & Eric Guggenheim | 15 de janeiro de 2016   | 9.48                       |
| O Five-0 investiga o roubo das antigas bombas instáveis da Segunda Guerra Mundial, roubadas de um bunker oculto. Enquanto isso, a tia Deb de McGarrett (Carol Burnett) volta ao Havaí depois que seu marido Leonard falece com a irmã de McGarrett, Mary (ator convidado Taryn Manning). Mais tarde é revelado que Deb está de volta porque ela está perto da morte e tem uma lista para fazer antes de morrer. Além disso, Chin e Inspector Dunn levam seu romance para o próximo nível. |    |                                                                                      |                   |                                                                        |                         |                            |
| 131 | 13 | "Umia Ka Hanu" "Segure a respiração"                                                 | Stephen Herek     | Peter M. Lenkov & Eric Guggenheim                                      | 22 de janeiro de 2016   | 10.07                      |
| Lou viaja para Chicago para tentar fazer com que seu ex-parceiro Clay Maxwell (ator convidado Mykelti Williamson) confesse a morte de sua esposa. Enquanto isso, enquanto tenta ganhar uma aposta com McGarrett e Danny, Kono e Chin são mantidos como reféns por dois pistoleiros que estão tentando enterrar um corpo de um policial. |    |                                                                                      |                   |                                                                        |                         |                            |
| 132 | 14 | "Hoa 'inea" "Miséria ama companhia"                                                  | Peter Weller      | Matt Wheeler                                                           | 12 de fevereiro de 2016 | 8.88                       |
| Launa Cruz é baleada e Five-0 depois encontra uma conexão entre ela, outra mulher chamada Natelie Jacobs e Jack Cruz; Marido de Launa. Enquanto a Five-0 continua sua investigação, eles compartilham lados de experiências desafortunadas durante o período do Dia dos Namorados. A equipe depois rastreia Michael Foxton, a quem eles acham que matou Launa. Foxton depois sofre um ataque cardíaco durante o interrogatório. Em 16 de fevereiro, no dia de Stakeout; a equipe finalmente consegue que Danny conte sua história de Valentine, que envolvia Melissa. Foxton está estável em seu coma e quem explica sobre suas pílulas de coração, mas Steve e Danny concluem que, o que quer que a esposa de Foxton tenha lhe dado, não era sua pílula de coração. Mais tarde no dia do Stakeout, Steve e Danny perseguem a esposa de Foxton, Tessa; ao hospital. Mais tarde, ela chega ao quarto do hospital de Launa Cruz, apenas para ser pego em sua tentativa de matá-la por Chin e Kono, e é rapidamente revelado que era um manequim na cama do hospital. A esposa de Foxton é presa pelo assassinato. Após o caso, o resto das equipes do Five-0 faz McGarrett contar sua história de Valentim. Jerry recebe seu primeiro encontro; Lou e sua esposa Renee recebem um jantar feito pelo Chef e McGarrett é revelado para deletar Catherine de seus contatos telefônicos. Kono fica vendo filmagens de seu casamento com Adam, mas ainda mantém um sorriso. Chin recebe um telefonema de Abby, que pede desculpas por seu comportamento que arruinou o Dia dos Namorados. Apesar de ela dizer que está em São Francisco, ela revela estar sentada em um carro no topo de uma montanha nos arredores de s esposa é presa pelo assassinato. Após o caso, o resto das equipes do Five-0 faz McGarrett contar sua história de Valentim. Jerry recebe seu primeiro encontro; Lou e sua esposa Renee recebem um jantar feito pelo Chef e McGarrett é revelado para deletar Catherine de seus contatos telefônicos. Kono fica vendo filmagens de seu casamento com Adam, mas ainda mantém um sorriso. Chin recebe um telefonema de Abby, que pede desculpas por seu comportamento que arruinou o Dia dos Namorados. Apesar de ela dizer que está em São Francisco, ela revela estar sentada em um carro no topo de uma montanha nos arredores de s esposa é presa pelo assassinato. Após o caso, o resto das equipes do Five-0 faz McGarrett contar sua história de Valentim. Jerry recebe seu primeiro encontro; Lou e sua esposa Renee recebem um jantar feito pelo Chef e McGarrett é revelado para deletar Catherine de seus contatos telefônicos. Kono fica vendo filmagens de seu casamento com Adam, mas ainda mantém um sorriso. Chin recebe um telefonema de Abby, que pede desculpas por seu comportamento que arruinou o Dia dos Namorados. Apesar de ela dizer que está em São Francisco, ela revela estar sentada em um carro no topo de uma montanha nos arredores de Kono fica vendo filmagens de seu casamento com Adam, mas ainda mantém um sorriso. Chin recebe um telefonema de Abby, que pede desculpas por seu comportamento que arruinou o Dia dos Namorados. Apesar de ela dizer que está em São Francisco, ela revela estar sentada em um carro no topo de uma montanha nos arredores de Kono fica vendo filmagens de seu casamento com Adam, mas ainda mantém um sorriso. Chin recebe um telefonema de Abby, que pede desculpas por seu comportamento que arruinou o Dia dos Namorados. Apesar de ela dizer que está em São Francisco, ela revela estar sentada em um carro no topo de uma montanha nos arredores de Oahu . |    |                                                                                      |                   |                                                                        |                         |                            |
| 133 | 15 | "Ke Koa Lokomaika'i" "O Bom Soldado"                                                 | Bryan Spicer      | Carmen Pilar Golden & Sue Palmer                                       | 19 de fevereiro de 2016 | 8.86                       |
| Five-0 se junta a um homem chamado Neil Palea (Joe Egender) que tem autismo detendo pistas sobre o assassinato de seu amigo enquanto estava no trabalho, que mais tarde é revelado como uma tentativa de assalto a banco, com os ladrões sendo perseguidos e executados por Chin. cunhado, Gabriel Waincroft. Chin e Gabriel brigam, culminando em Chin jogando Gabriel de uma janela três andares para o teto de um carro. No entanto, Gabriel ainda consegue escapar antes que o Five-0 possa prendê-lo. Enquanto isso, Danny e sua mãe, Clara, (Melanie Griffith) são questionados pelo FBI sobre Matty, mas Danny deduz que era tudo um truque para fazer Danny admitir que a equipe usa recursos do Five-0 para fins ilegais. Danny sai em desgosto, e é revelado que Abby é uma agente do FBI que está lá para prender o Five-0 na próxima vez que eles cruzarem a linha. |    |                                                                                      |                   |                                                                        |                         |                            |
| 134 | 16 | "Ka Pohaku Kihi Pa'a" "A pedra angular sólida"                                       | Jerry Levine      | Story by: Peter M. Lenkov Teleplay by: Steven Lilien & Bryan Wynbrandt | 26 de fevereiro de 2016 | 8.30                       |
| O informante confidencial de Five-0 Sang Min (Will Yun Lee) é acusado de assassinar um de seus parceiros criminosos. Sang Min revela que ele foi criado quando a polícia chegou. McGarrett procura a ajuda de seu velho amigo Odell Martin (ator convidado Michael Imperioli) para ajudar a defender Sang Min das acusações porque ele acredita que ele é inocente. Em outro lugar, Danny viaja para Nova Jersey com sua mãe Clara para recuperar o dinheiro que o irmão de Danny roubou antes de ser morto e trazê-lo para o FBI. |    |                                                                                      |                   |                                                                        |                         |                            |
| 135 | 17 | "Waiwai" "Ativos"                                                                    | Maja Vrvilo       | Eric Guggenheim                                                        | 11 de março de 2016     | 7.97                       |
| O Five-0 investiga os assassinatos de dois cirurgiões do hospital e o paciente em que eles estavam prestes a operar. Eles determinam que o paciente era o alvo real, como Max mostra Raios X onde um pequeno objeto foi incorporado em sua pele recentemente. A vítima era na verdade uma mula, levando um pen drive para Hong Kong para outra pessoa, Chris Dalton (Michael McMillian), funcionário da NSA. A namorada de Dalton, Anna Novick (Olga Fonda), é a assassina, já que ela é uma espiã russa. Cinco-0, HPD e SWAT cercam Dalton e Anna, mas Anna pede um reforço para atacar o Five-0 enquanto ela e Dalton escapam. No entanto, Dalton se afasta dela e é capturado por Five-0. Na matriz, Dalton revela que a unidade contém a identidade de operações secretas em todo o mundo. Chefe de Dalton (Derek Webster) chega ao Five-0 e informa a McGarrett que seu nome surgiu em relação a um dos agentes que eles não podem alcançar: Catherine Rollins. McGarrett e Danny tentam garantir que a criptografia de Dalton na unidade flash seja segura e que Anna não possa desbloqueá-lo sem ele. No entanto, Anna bombeia gás dos nervos pelos dutos de ar do Palácio Iolani, derrubando todo mundo. Ela seqüestra Dalton e leva-o para uma casa segura onde ela força Dalton a destrancar o carro. McGarrett e a equipe invadem a casa e recuperam a unidade. Enquanto Anna é presa, McGarrett revela a Danny que está com raiva porque Catherine mentiu para ele novamente. Enquanto isso, Danny retorna de Nova Jersey e informa o resto da equipe que o homem depois deles é Robert Coughlin (Ingo Rademacher), Irmão de Rex Coughlin. Chin e Grover relatam a história de Rex para Abby: que ele tentou trazer Chin para qualquer coisa e até mesmo fez um acordo com Gabriel Waincroft para fazer isso. Eles acreditam que Robert está atrás deles por causa da morte de Rex. Abby informa a Robert que ela não acha que o Five-0 é corrupto, mas lhe é dito para conseguir algo no Five-0 e ficar disfarçado ou ela será demitida. No final do episódio, Abby confessa a Chin que ela é um informante e que tipo de traidora e agente dupla ela é. |    |                                                                                      |                   |                                                                        |                         |                            |
| 136 | 18 | "Kanaka Hahai" "O Caçador"                                                           | Eagle Egilsson    | Story by: Travis Donnelly Teleplay by: Matt Wheeler                    | 1 de abril de 2016      | 8.45                       |
| O dia de folga de Danny com Grace e Charlie começa mal quando Grace está infeliz por estar sem o celular, mas fica pior quando o camaro é roubado. Danny usa o ônibus de Mamo para seguir seu passeio. Quando um caçador pára para ajudar Danny, começa um confronto de arco e flecha entre Danny e os rebeldes que roubaram sua carona. Enquanto isso, a equipe investiga a morte de um homem encontrado flutuando no mar com seu amigo. Five-0 determina que os homens eram escravos a bordo de um navio de pesca. Seguindo o peixe de volta ao navio, o Five-0 resgata os escravos e prende os responsáveis, sendo o chefe Graham Clark, que cometeu o assassinato de que Sang Min foi injustamente acusado em "Ka Pohaku Kihi Pa'a". Enquanto isso, no rescaldo de sua confissão, Abby deixa SFPD e McGarrett oferece a ela uma estadia prolongada na força-tarefa Five-0, |    |                                                                                      |                   |                                                                        |                         |                            |
| 137 | 19 | "Malama ka Po'e" "Cuidar das pessoas"                                                | Brad Tanenbaum    | Ken Solarz & Bill Haynes                                               | 8 de abril de 2016      | 8.63                       |
| Lou é forçado a sair da grade quando as vidas dele e de sua família são ameaçadas por causa de uma tarefa secreta que Lou fez para o FBI no passado, que inevitavelmente o alcançou. Enquanto isso, McGarrett, Kono e Chin iniciam uma investigação sobre o desaparecimento de Lou e revelam ser um sucesso organizado pelo ex-melhor amigo de Lou (Clay), atualmente na prisão, como vingança por Lou por tê-lo enviado para a prisão pelo assassinato de sua esposa. . Seu FBI Handler Zagar está supostamente ajudando-o a se mudar. No entanto Lou fica desconfiado quando a ajuda do escritório do FBI Honolulu Field não tem tans. Então Steve, Kono e Chin encontram os restos assassinados dos verdadeiros agentes do FBI. Uma corrida contra o relógio começa a salvar Lou e sua família. |    |                                                                                      |                   |                                                                        |                         |                            |
| 138 | 20 | "Ka Haunaele" "Desordem"                                                             | Jerry Levine      | Story by: Steven Lilien & Bryan Wynbrandt Teleplay by: Sean O'Reilly   | 15 de abril de 2016     | 8.34                       |
| A equipe investiga uma indecisa armadura roubada de US $ 80 milhões, desenvolvida para o Exército dos EUA como equipamento de combate de última geração, que foi usado para roubar uma arma usada em um assassinato cometido por um chefe da Máfia. Enquanto isso, a irmã de Jerry, Isabel (Zuleyka Silver), visita o Havaí sob o pretexto de que ela está na ilha para visitar seu irmão mais velho, mas Jerry depois descobre que ela roubou um elefante do circo que está atualmente na cidade e que ela precisa de sua ajuda para obtê-lo em um santuário apropriado. Isabel e Jerry recrutam Kamekona, Eric e Max para ajudar a tirar o elefante da ilha. Além disso, Kono fica preocupado quando ela descobriu que Gabriel visitou Adam na prisão e, posteriormente, ofereceu-lhe um emprego na expansão de seu novo império criminoso, porque Adam entendeu "o modo como as coisas funcionavam" no mundo do crime organizado da Yakuza. Adam nega aceitar o emprego, mas Kono tem suas dúvidas e começa a questionar sua confiança em Adam. |    |                                                                                      |                   |                                                                        |                         |                            |
| 139 | 21 | "Ka Pono Ku’oko’a" "O custo da liberdade"                                            | Peter Weller      | John Dove                                                              | 22 de abril de 2016     | 8.01                       |
| A equipe é convocada para liderar uma busca de alto perfil por vários criminosos perigosos, bem como descobrir o cérebro por trás de um ataque contra um dos condenados que morreram no local, James Hamasaki. Um dos seis condenados que escaparam é Adam. Algemados em pares, Adam, Jason Duclair (Randy Couture), Gerard Burns, Efrin Aquino, Bobby Stockman (Justin Welborn) e Henry Garavito (Richard Brake) tentam fugir na selva. No entanto, Adam pega o fato de que Garavito, um canibal condenado, está matando-os um por um. Enquanto isso, Chin e Jerry descobrem que o cérebro por trás do hit de James Hamasaki estava realmente mirando em Adam, já que James e Adam compartilhavam uma aparência similar. O mentor é revelado para ser Michelle Shioma (Michelle Krusiec), filha de Goro, que está procurando vingança pela morte de seu pai nas mãos de Gabriel Waincroft. Acreditando que Gabriel e Adam estão juntos desde o encontro de Gabriel com Adam alguns meses antes, Michelle manda quatro assassinos da Yakuza para acabar com Adam. Em outro lugar, Steve, Danny, Kono e Lou começam a seguir o rastro que Adam secretamente tem deixado, encontrando as vítimas de Garavito, Aquino e Burns, ao longo do caminho. Eventualmente, Duclair é morto pelos homens de Michelle, Steve e Danny matam Garavito, resgatam Adam e prendem Stockman junto com outros dois assassinos de Michelle. |    |                                                                                      |                   |                                                                        |                         |                            |
| 140 | 22 | "I'ike Ke Ao" "Para o mundo saber"                                                   | Bryan Spicer      | David Wolkove                                                          | 29 de abril de 2016     | 8.41                       |
| Addison Wells (Cassi Thomson), uma estudante universitária de 22 anos, é seqüestrada da casa em que é babá. O Five-0 descobre que o raptor invadiu o termostato da casa, o monitor do bebê, os laptops, o sistema de alarme e tudo mais. Para quebrar o caso, Steve e Danny recrutam seu velho amigo Toast (Martin Starr), que se tornou um multimilionário famoso por criar o popular aplicativo para celular "Poopy Penguins". Toast descobre que o sequestrador, Jacob Holm (Scott Michael Campbell), foi preso por divulgar as atividades ilegais do escritório de advocacia em que trabalhava. Holm agora se tornou um hacker que persegue aqueles com obscuros segredos na internet e depois os seqüestra, forçando-os a confessar em um feed da web ao vivo, antes de deixá-los cometer suicídio. Toast consegue rastrear o esconderijo onde Holm está segurando Addison, que consegue escapar depois de seu web feed. McGarrett e a equipe chegam a tempo de salvá-la. Enquanto isso, Kamekona revelou seu mais recente empreendimento: cruzeiros entre ilhas. Com Flippa e Max, o trio partiu na viagem inaugural, apenas para ficar sem vento, bateria e comida. Eles pousam em uma "ilha deserta", onde Flippa revela que ele queria ser um músico e Max revela que ele recusou uma oportunidade "Médicos Sem Fronteiras", pois ele é caracterizado por outros como desajeitado, e assim prefere os mortos aos vivos. Mais tarde, Max calculou mal a posição deles, e eles realmente voltaram para Oahu. |    |                                                                                      |                   |                                                                        |                         |                            |
| 141 | 23 | "Pilina Koko" "Laços de Sangue"                                                      | Maja Vrvilo       | Eric Guggenheim                                                        | 6 de maio de 2016       | 8.56                       |
| Vanessa Diaz é encontrada assassinada em sua casa; Five-0 informante criminal / limpador de cena do crime Gerard Hirsch (Willie Garson) é atacado quando descobre que a casa tinha um quarto seguro e alguém salta. Kono é enviado para assistir Hirsch até que seu atacante seja pego. Steve e Danny capturam o atacante, Doug Morrow, mas descobrem que ele era apenas um ladrão que tentou salvá-la depois que ela foi baleada. Five-0 descobre que Vanessa teve uma filha chamada Sara, que diz a Duke Lukela que ela tem um tio em HPD: Chin. Quando Chin vai falar com ela, ele descobre que a tia de Sara era Malia, a falecida esposa de Chin, e que seu pai é Gabriel Waincroft. Steve e Danny colocam dois e dois juntos e percebem que Michelle Shioma está indo atrás de Gabriel através de sua família; forçando-o a se matar matando sua esposa e seqüestrando sua filha. Chin fica gravemente ferido quando tenta impedir o seqüestro de Sara, mas consegue se recompor para ajudar a resgatar sua sobrinha. Elliott Gould), que pede a ela para manter Hirsch no caminho honesto. |    |                                                                                      |                   |                                                                        |                         |                            |
| 142 | 24 | "Pa'a Ka 'ipuka I Ka 'Upena Nananana" "A entrada está parada com uma teia de aranha" | Stephen Herek     | Steven Lilien & Bryan Wynbrandt                                        | 13 de maio de 2016      | 8.49                       |
| Como uma epidemia de metanfetamina varre Oahu, Max decide tomar a oportunidade dos Médicos Sem Fronteiras (mencionada anteriormente em "Eu como Ke Ao") deixando os deveres do ME para o Dr. Shaw. Enquanto isso, o Five-0 captura o nêmesis de longa data Gabriel Waincroft, que está gravemente ferido quando um viciado em drogas o atira por acidente. Quando Five-0 tenta sair, Abby é capturado pelo esquadrão de Yakuza de Michelle Shioma. O Five-0 luta até o telhado e pula para outro prédio. Grover lidera a SWAT para ajudar os outros, mas encontra resistência de mais Yakuza. Abby escapa de seu captor e implora a seu ex-chefe, Robert Coughlin (Ingo Rademacher) para ajudá-la a rastrear a toupeira de Shioma em HPD que tem dificultado os esforços do Five-0 para extrair o Gabriel. Chin e Gabriel separam-se dos outros e chegam a um prédio onde Gabriel se desculpa por ter matado o pai de Chin. Gabriel também pede a Chin para cuidar de Sara. Cinco 0 tirar o resto do esquadrão de Shioma e levar Gabriel para um hospital, mas Steve e Chin depois descobrem que Gabriel entrou em parada cardíaca durante a cirurgia e morreu. Steve, Danny e o resto de HPD cercam a casa de Michelle Shioma para prendê-la, mas descobrem que ela pegou um túnel secreto e desapareceu no vento, terminando em um pequeno cliffhanger. |    |                                                                                      |                   |                                                                        |                         |                            |
| 143 | 25 | "O Ke Ali'i Wale No Ka'u Makemake" "Meu desejo é somente para o chefe"               | Bryan Spicer      | Peter M. Lenkov & Matt Wheeler                                         | 13 de maio de 2016      | 8.82                       |
| Depois de um encontro arrepiante com o pai de Wo Fat no Marrocos, Steve volta para combater a crescente epidemia de metanfetamina do Havaí. Uma das vítimas é uma amiga de Nahele, então o Five-0 retorna ao prédio onde eles capturaram Gabriel em "Pa'a Ka ipuka Eu Ka 'Upena Nananana" para encontrar a fonte da metanfetamina. Um dos viciados em drogas conseguiu se manter vivo e leva-os ao traficante. O comerciante ajuda Steve e Danny a se disfarçarem como pilotos de drogas para Dae Wan (Sung Kang). Meio-dia, um helicóptero desconhecido ataca o avião e feridas gravemente Steve. Danny se protege para receber instruções sobre como aterrissar. Danny consegue pousar o avião na praia em vez do oceano para salvar Steve, e pega o Five-0 para encontrar o atirador (Yancy Medeiros). Após a queda da fábrica de processamento, Danny segue o grande chefe enquanto tenta fugir em uma cena que lembra o showdown de Chin e Frank Delano (La O Na Makuahine), e se prepara para matá-lo por ferir Steve. No entanto, Danny se abstém de matar o chefe e vai para o hospital. Eles aprendem que Steve rompeu seu fígado e precisa de um novo rápido. Todos os voluntários, mas Danny anuncia que ele e Steve têm o mesmo tipo de sangue, e oferece seu fígado. Grace, Nahele, Kamekona, Flippa, Max, Jerry, Duke, Pua, Chin, Kono e Grover esperam no hospital enquanto Steve e Danny se submetem ao transplante. Mais tarde, é revelado que Steve e Danny vão se recuperar totalmente. No final, Steve e Danny são vistos discutindo sobre agradecimento e canais de TV. |    |                                                                                      |                   |                                                                        |                         |                            |

## Produção
Em 11 de maio de 2015, a série foi renovada para uma sexta temporada. As filmagens começaram em 8 de julho de 2015 com uma tradicional bênção havaiana.